# صمود الرجل الأخير (رواية)
صمود الرجل الأخير (بالإنجليزية: Last Man Standing)‏ هي رواية مثيرة كتبها ديفيد بالداتشي. تم نشر الرواية لأول مرة في 6 نوفمبر 2001 من قبل جراند سينترال للنشر.   تتبع الرواية ويب لندن، من خلال سلسلة من الأحداث المروعة. لندن هو العضو الوحيد في وحدة النخبة من فريق إنقاذ الرهائن التابع لمكتب التحقيقات الفدرالي الذي نجا بعد تعرضهم لكمين عند تنفيذ مداهمة شديدة الخطورة ضد عملية مخدرات واضحة.

## روابط خارجية
- الموقع الرسمي